# Borland数据引擎
Borland Database Engine（缩写BDE）是Borland公司开发的一个基于Windows的32位数据库引擎，在Borland Delphi、Borland C++ Builder、IntraBuilder、Paradox for Windows和Visual dBASE for Windows等IDE中有应用。